# ポール・バラン
ポール・バラン（英語: Paul Baran, 1926年4月29日 - 2011年3月26日）は、アメリカ合衆国の計算機科学者。1960年代前半に分散型コミュニケーションネットワークを考案した。

## 初期の経歴
ポーランド（現ベラルーシ）フロドナで生まれ、1928年にアメリカのボストンに移住した。1949年にドレクセル工科大学で学位を取得すると、UNIVAC Iを製造したエッカート・モークリー・コンピュータ・コーポレーションに入社した。同時にペンシルベニア大学の大学院で修士以上の取得を目指したが諦めて、妻の故郷であるカリフォルニア州に移住した。

## RANDへの入所
カルフォルニアに移住したバランはハワード・ヒューズが設立したヒューズ・エアクラフトに入社した。同時にカリフォルニア大学ロサンゼルス校の大学院に進み情報工学を専攻した。ヒューズ・エアクラフトはアメリカ空軍のシンクタンクであったランド研究所(RAND)と関わりがあり1959年にリクルートされてRANDに入所した。

## 分散型コミュニケーションネットワークの考案
RANDに入所した後、1961年に空軍はバランに対して、核攻撃下でも生き残りが可能なネットワークの構築方法を研究してくれるように依頼した。
バランは1962年にOn Distributed Communications Networks（「分散型コミュニケーションネットワーク」）と題する報告書をまとめた。この報告書の骨子は「核攻撃によってネットワークシステムの大半が致命的なダメージを受けた事を前提」として「破壊されたネットワークを用いる」「サバイバル性を強化するために中央ノードを設けない」「データを小分けにして送受信する」というものであった。1964年には62年の報告書の要約がIEEEの雑誌に発表されて広く知られることとなった。
続く1965年までにバランは、当時アメリカの通信網を独占していたAT&Tに分散型コミュニケーションネットワークの提案と説明を行ったが、AT&Tはバランの提案が現実的ではないと考えてこれを退けた。同年バランの分散型コミュニケーションネットワークは空軍によって「検討中」という処理がなされ暫く忘れ去られてしまう事になった。
一方イギリスでもバランとは独立した前提条件と研究によってバランと同じ結論に達した研究者が存在した。これがイギリス国立物理学研究所のドナルド・デービスである。デービスの研究は将来的に予想されるトラフィックの増大と、データの品質が向上するだろうという予想を基にして大幅なコミュニケーションシステムの革新を目的として始められたものであった。自身の提案を分かりやすくするために「小分けされたデータ」に「パケット」と命名したのはデービスである。デービスがこの提案を行ったのは1965年で、これは当時ARPANETが直面していたコミュニケーションシステムの問題と一致していた。同年ARPANETの開発者であるローレンス・ロバーツと面会してコンピュータネットワークのコミュニケーションシステムとしてデービスの方式が利用できないかが検討された。
これに対して、ARPANETのコミュニケーションシステムはバランの方式が採用されているとする言説も数多く展開されている。この言説では「インターネットは核攻撃下での通信の生き残りのために開発された」という説とセットになって説明される事が多いが、当時のARPANETの責任者であるロバート・テイラーを初めとして関係者はこの言説を否定している。

## 死去
バランは2011年3月26日にパロアルトの自宅で亡くなった。

## 受賞歴
- IEEEアレクサンダー・グラハム・ベル・メダル（1990年）
- IEEEインターネット賞（2000年）
- バウアー賞（2001年）
- アメリカ国家技術賞（2007年）
- インターネットの殿堂 パイオニア部門（2012年）